# Вулиця Самчука (Львів)
Ву́лиця Самчука́ — вулиця у Галицькому районі міста Львова, в місцевості Софіївка. Починається від парної сторони вулиці Франка, між № 108 і 110, та завершується між № 148 і 150 тієї ж вулиці. Парною стороною примикає до Стрийського парку.

## Історія
Вулиця забудована наприкінці XIX — у першій третині XX століття переважно житловими будинками у стилях історизму, модерну, функціоналізму. Із вулиці Самчука влаштовано один із входів до Стрийського парку на його верхню алею. Споруди колишньої Галицької крайової виставки та пізніших Східних торгів, що збережені донині вздовж алеї, також належать до цієї вулиці. Нинішня вулиця складається із двох давніших — Понятовського і Рацлавицької, кожна зі своєю історією перейменувань. Вулиця Рацлавицька (верхня частина нинішньої Самчука) отримала свою офіційну назву 1895 року. Десятьма роками раніше назву отримала нижня частина — Понятовського, котра пізніше пережила ряд перейменувань: Кобилянської — січень 1941, вдруге Понятовського — серпень 1941, Ґарнерштрасе — жовтень 1941, втретє Понятовського — липень 1944. 1946 року обидві вулиці об'єднано під однією назвою на честь червоного командира Олександра Пархоменка. Нинішня назва на честь письменника Уласа Самчука походить із 1992 року.

## Забудова
В архітектурному ансамблі вулиці Уласа Самчука переважають історизм, модерн, функціоналізм.
№ 1 (інша адреса — вул. Франка, 110) — колишня вілла живописця Станіслава Батовського-Качора, збудована 1892 року за проєктом Міхала Фехтера. 22 липня 1987 року відкрито Консульське Агентство ПНР у Львові. 1993 року Агентство було перетворене на Генеральне консульство Республіки Польща у Львові. У 2006 року розпочато будівництво нової резиденції Генерального консульства РП при вул. Франка, 108, а також проведено ґрунтовну реконструкцію цієї будівлі. Від 2012 року тут працює Візовий відділ Генерального консульства Республіки Польща у Львові.
№ 2, 4 — житлові колишні прибуткові будинки, зведені 1899 року за проєктом Карела Боубліка. Будинок № 4 внесений до реєстру пам'яток місцевого значення під охоронним № 1367-м.
№ 5 — колишня вілла ювеліра Яна Яжини, збудована 1894 року за проєктом Адольфа Віктора Вайсса. Будинок внесений до реєстру пам'яток місцевого значення під охоронним № 1368-м.
№ 6 — вілла «Любич», збудований 1896 року за проєктом Емануеля Яримовича на замовлення нафтового промисловця, колекціонера, піонера тенісу у Львові Едмунда Кароля Лозинського. Нині тут товарознавчо-комерційний факультет та факультет заочної освіти Львівського торговельно-економічного університету. З 2018 року проводиться реконструкція будинку Лозинського, а саме пристосування будівлі під готель за рахунок реставрації та облаштування закритої тераси. На під'їзді до готелю планують створити паркінг на 6 паркомісць, а заїзд до готелю здійснюватиметься з вулиці Самчука. Замовником виготовлення містобудівної документації є управління архітектури та урбаністики департаменту містобудування ЛМР, розробником детального плану — ДП ДІПМ «Містопроект». Будинок внесений до реєстру пам'яток місцевого значення під охоронним № 1369-м.
№ 9 — колишній «Дім академічний студентів медицини», споруджений 1936 року за проєктом архітектора Мар'яна Нікодемовича. Нині — навчальний корпус № 3 Львівського торговельно-економічного університету (товарознавчо-комерційний факультет та факультет заочної освіти).
№ 11 — колишня жіноча бурса фундації Феліції Боберської, збудована 1912 року архітектурним бюро Едмунда Жиховича за проєктом Тадеуша Мостовського. У міжвоєнний період тут зокрема мешкав мовознавець Єжи Курилович. У повоєнні часи — Торгівельно-кооперативний інститут, нині — гуртожиток Львівського торговельно-економічного університету. Наприкінці 1970-х років прибудовано новий п'ятиповерховий навчальний корпус. Будинок внесений до реєстру пам'яток місцевого значення під охоронним № 1370-м.
№ 12 — найбільша споруда Східних торгів — павільйон важкої промисловості, що був споруджений у 1936—1937 роках, на алеї у верхній частині Стрийського парку. Наприкінці 1950-х років павільйон перебудований, де у 1960 році було відкрито перший широкоформатний кінотеатр України зі стереозвуком на 760 місць — кінотеатр «Львів».
№ 13 — житловий будинок, споруджений 1956 року у стилі конструктивізму за проєктом Ярослава Новаківського.
№ 14 — будинок розташований на території Стрийського парку. У цьому будинку у 1920-х роках мешкав архітектор Вітольд Долинський. Нині у будинку міститься кафедра фізичного виховання НУ «Львівська політехніка». Будинок внесений до реєстру пам'яток місцевого значення під охоронним № 1647-м.
№ 14а — за радянських часів у будинку мешкали усі командувачі Прикарпатського військового округу.
№ 15 — вілла, зведена за проєктом Вітольда Долинського у 1924 році.
№ 17 — колишня вілла директора банку Казимира Ноймана, збудована в неокласичних формах за проєктом Альфреда Захаревича і Євгена Червінського у 1921—1922 роках.
№ 19 — колишня власна вілла архітектора Яна Семковича, збудована 1932 року у стилі конструктивізму. У будинку до Другої світової війни містився консулат Японії.
№ 28 — вілла, що від самого початку належить львівській родині музикантів Солтисів. Збудована 1897 року за проєктом Наполеона Лущкевича. Тут, зокрема, проживали композитори Мечислав Солтис та його син Адам Солтис. Восени 2000 року на фасаді уміщено меморіальну таблицю в пам'ять про композиторів. Від будинку № 28 до межі Стрийського парку, вздовж вулиці У. Самчука простягається започаткований М. Солтисом сад, який разом з віллою Солтисів створює цілісний архітектурно-ландшафтний ансамбль.
№ 30 — двоповерховий неорококовий житловий будинок, зведений 1900 року за проєктом Якуба Рисяка для Юліана Маташека. Пізніше дім належав інженерові Жардецькому, керівникові робіт із газифікації Львова, репресованому у радянські часи.
№ 32 — вілла, що нині є резиденцією львівських римо-католицьких архієпископів. Збудована 1897 року за проєктом Наполеона Лущкевича. У міжвоєнний період тут містилося консульство Естонської Республіки.

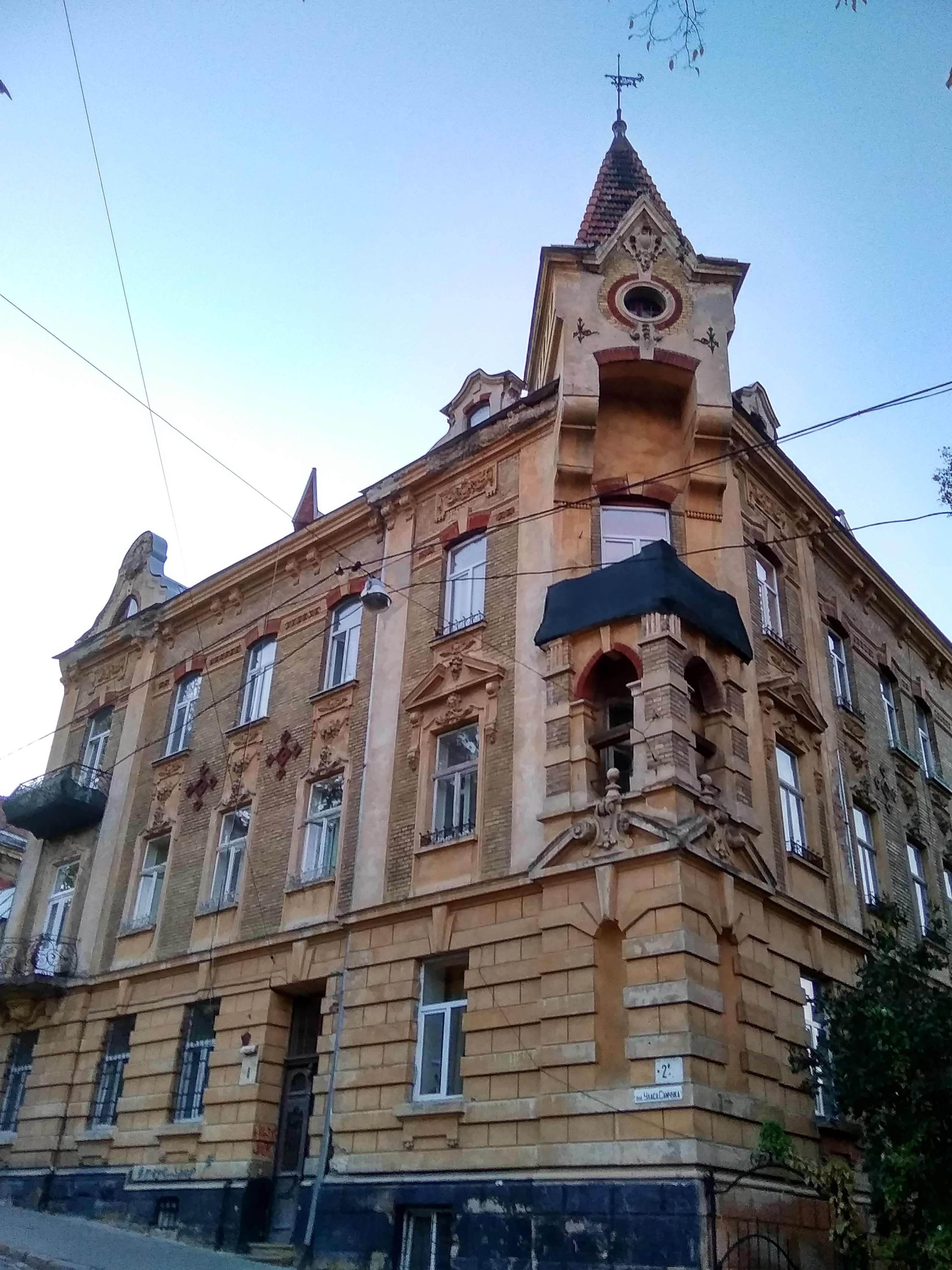
Колишній прибутковий будинок (вул. Самчука, 4)
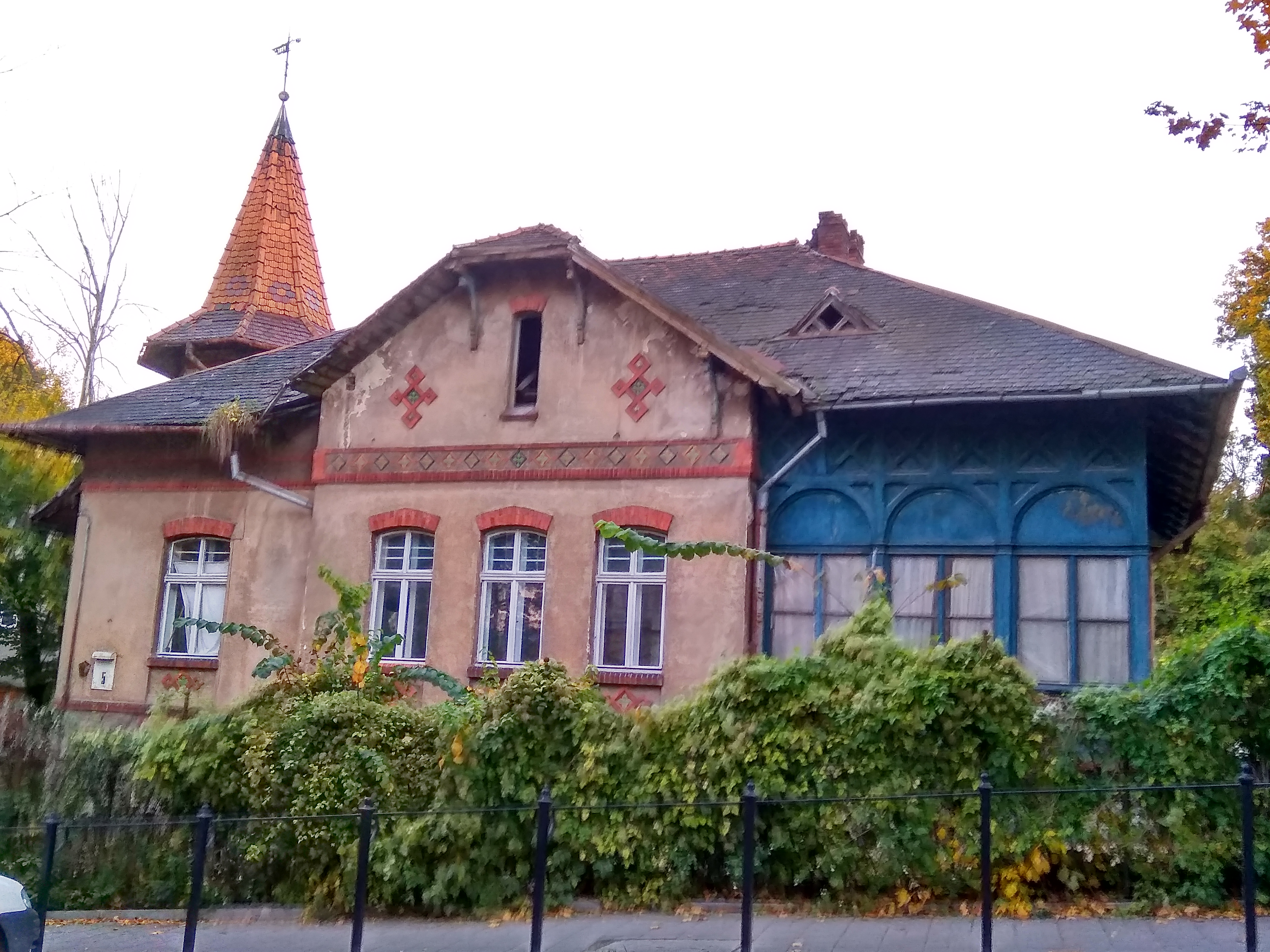
Вілла (вул. Самчука, 5)
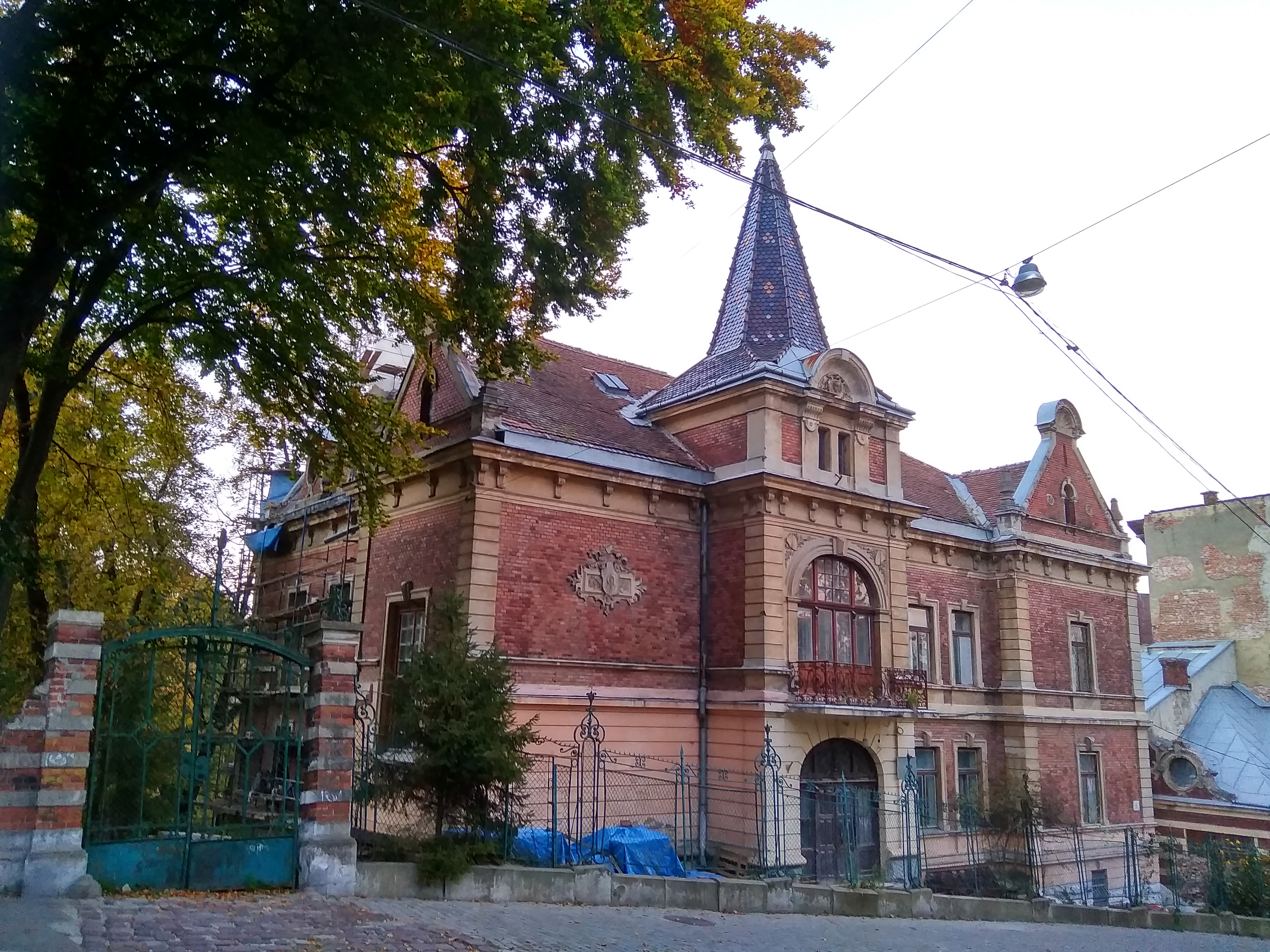
Вілла «Любич» (вул. Самчука, 6)
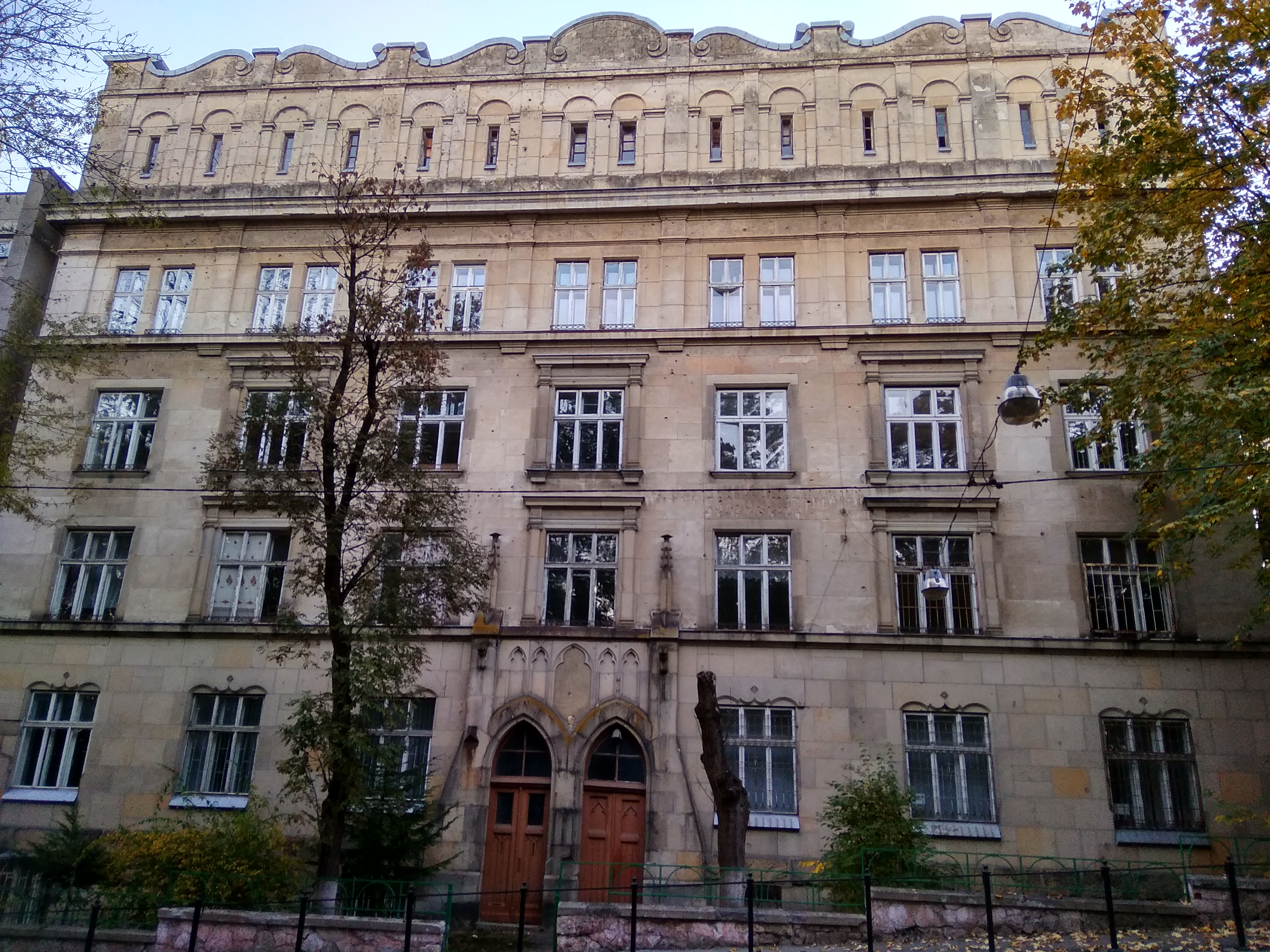
Колишня жіноча бурса фундації Феліції Боберської (вул. Самчука, 11)
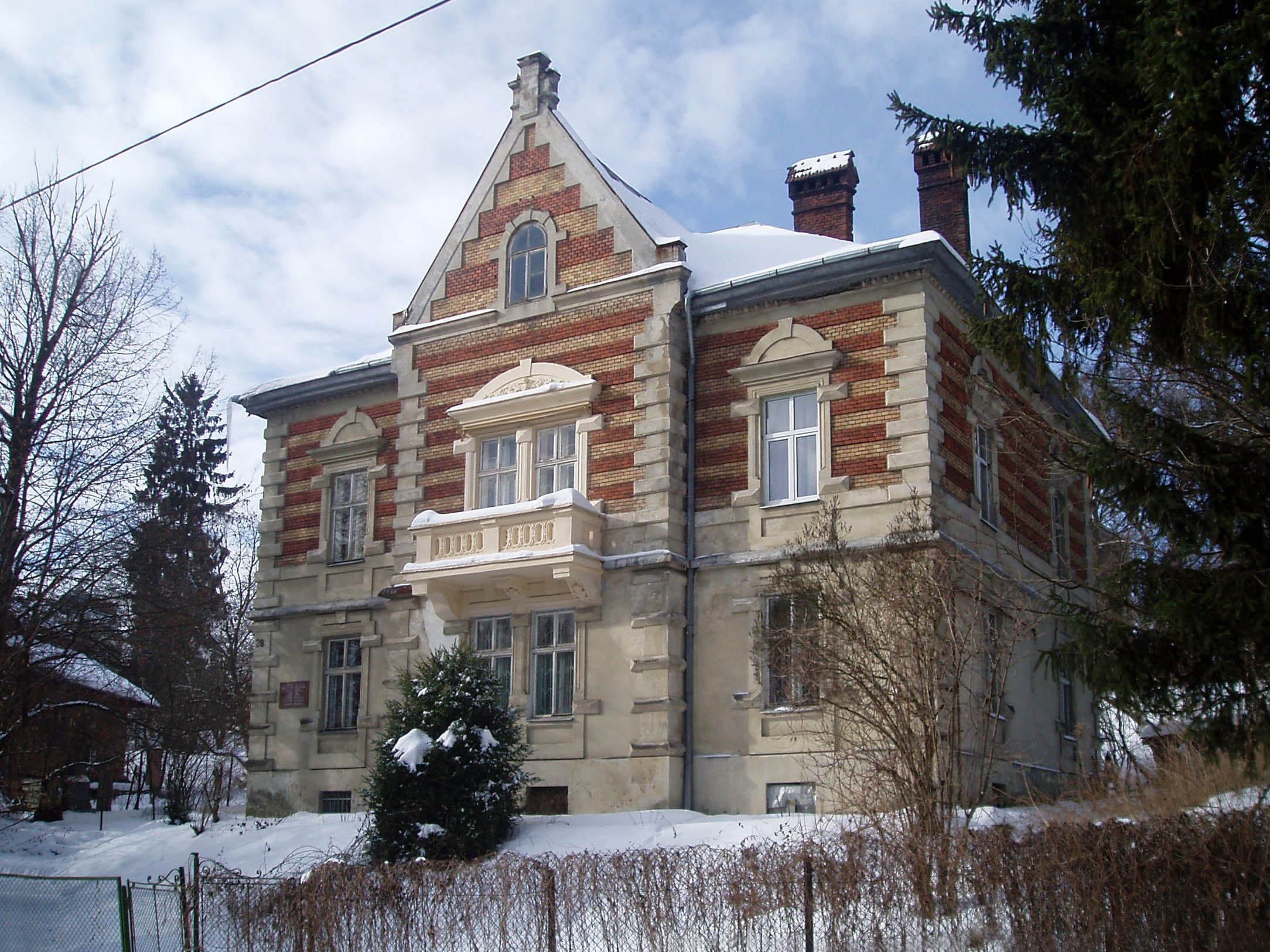
Вілла Мечислава і Адама Солтисів (вул. Самчука, 28)